# نیژنیایا تورا
شهر نیژنیایا تورا (به روسی: Нижняя Тура) در کشور روسیه و در اوبلاست سوردلوفسک واقع شده‌است.